# 富山電視台
富山電視放送株式會社（日语：／ Toyama Terebi Hōsō */?），通稱富山電視台，簡稱BBT（Best Broadcast Toyama television），是日本的一家以富山縣為播出地區的電視台。富山電視台開播于1969年4月1日，是富山縣的第二家民營電視台和第一家UHF電視台，也是富士電視台系列聯播網FNN及FNS的成員，呼號為JOTH-DTV，遙控器號碼是8頻道。

## 資本構成
下表列出2021年3月31日時富山電視台的主要股東：
| 資本金  | 發行股份總數 | 股東數 |
| ------- | ------------ | ------ |
| 3億日元 | 600,000股    | 47     |

| 股東         | 持股數    | 比例   |
| ------------ | --------- | ------ |
| 中日新聞社   | 119,500股 | 19.92% |
| 東海放送會館 | 114,000股 | 19.00% |
| 朝日新聞社   | 60,000股  | 10.00% |

## 歷史
郵政省在1967年開放部分UHF頻段用於電視後，富山縣出現申請設立第二家商業電視台的運動。自1964年開始，富士縣陸續有TV富山、富山電視台、大富山放送、富山朝日放送、日本海放送、吳羽放送六家公司申請設立第二家商業電視台:14-15。因當時郵政省要求各縣只能有一家公司申請電視執照，富士縣的六家申請業者在1967年同意整合為一家公司，並在同年10月1日提出申請，11月1日獲得預備執照:16。翌年3月8日，富山電視台舉辦發起人總會，並在3月12日正式登記成立公司:16。1968年5月，富山電視台決定選擇位於富山縣根塚町的現址作為總部用土地:19。7月，富山電視台決定以T34作為簡稱（34是富山電視台開播時的頻道號碼）:21。8月10日，富山電視台決定選擇富士電視台作為核心台:5。同月，富山電視台制定了第一代商標:22，並開始修建總部大樓:23。富山電視台總部大樓在同年12月竣工。12月27日，富山電視台從富山商工會議所內的臨時辦公地點遷入總部:26。富山電視台在開播之前就積極普及UHF訊號接收器，令富山縣的UHF接收器普及率在當時名列日本第一，為廣告營業創造了有利條件:22-23。
1969年2月13日，富山電視台開始進行試播。試播期間的節目內容全部來自富士電視台:27。同年4月1日早晨8時40分，富山電視台正式開播:30。開播初期，富山電視台每週播出近15個小時的彩色節目:27。開播第一年，富山電視台就製作了21部自製節目。1970年度，富山電視台的營業額達7.24億日元，盈利達1.18億日元:33。1972年度，富山電視台的營業額首次超過10億日元:34。富山電視台工會則在1973年成立:34。據1971年11月Video Research進行的收視率調查，富山電視台在晚間20時、傍晚17時至18時和深夜23時至24時的平均收視率已超過率先開播的北日本放送:36。1970年，富山電視台實現黃金時段全部節目彩色化，全日節目75%彩色化。1972年，富山電視台實現全部節目彩色化:36-37。
富山電視台在1974年實施了首次股票分紅:48。為改善節目製作條件，富山電視台在1975年至1976年對總部進行擴建，令總部大樓的建築面積增加到2,180平方公尺:50。富山電視台在1976年舉辦了「大美國博覽會」，展示了月球車等貴重展品:60。1978年度，富山電視台的營業額達24.81億日元:51。富山電視台在1980年對總部進行擴建，新設了面積達舊攝影棚3倍的新攝影棚。並且還修建了富山電視台音樂廳，可舉辦各類文化活動:65。翌年富山電視台的電波基本覆蓋富山全縣:64。1985年，富山電視台憑藉對能登線列車翻車事故的報道獲得FNN月間賞:68-69。
富山電視台在1984年和中國遼寧廣播電視台簽訂了合作協議:86-87。此後富山電視台還在1994年和陝西廣播電視台、1998年和大連廣播電視台簽訂合作協議。
富山電視台在1983年首次獲得收視率三冠王:94。在1984年、1985年，富山電視台僅獲得黃金時段和晚間時段的收視冠軍。但在1987年、1988年，富山電視台再次獲得三冠王:94。作為對本地社會貢獻的一部分，富山電視台在1990年成立了「富山·水·文化財團」，展開了多種富山本地環境保護活動:40-43。為擴大電視以外的收入，富山電視台在1992年設立了住宅展示場:45。
在1994年的開播25週年之際，富山電視台導入了企業識別，啟用了新商標，並將公司簡稱從T34改為BBT:36。富山電視台在1995年設置了公司內局域網，並在1997年實現了員工人手一台電腦。1998年3月27日，富山電視台開設了官方網站:39。自1999年開始，富山電視台每年舉辦高爾夫球北陸公開賽:50-52。
富山電視台現總部大樓在1999年1月29日竣工。這座建築地上有6層，地下有1層，總樓面面積8,726平方公尺:59-60。富山電視台於2006年4月1日開始試播數位電視訊號，並在2006年10月1日正式開始播出數位電視:62。2011年7月24日，富山電視台停止播出類比電視。近年富山電視台在體育賽事轉播上取得一定成就。2015年開始，富山電視台轉播了富山馬拉松:83-84。

## 節目
富山電視台在開播初期於每日18時45分播出5分的地方新聞:40。1976年開始，富山電視台在平日傍晚播出10分鐘的地方新聞節目《中日新聞 電視港富山》:53-54。翌年富山電視台導入了電子新聞採集（ENG）系統，使新聞採訪和編輯能力有了大幅提高:54-55。1979年，富山電視台開始播出時長30分的大型帶狀新聞節目《晚安!富山6:30》:68。1986年開始播出的《FNN Super Time富山》則是富山電視台首個獲得同時段收視冠軍的自製新聞節目:69-70。富山電視台現在傍晚播出的自製新聞節目是《Live BBT》，自2019年開始播出:80-81。此外富山電視台還不定期在星期五播出紀錄片節目《BBT特集》。
富山電視台的第一個大型自製常規節目是1971年12月開始播出的《家庭頻道富山》（ホームチャンネル富山），在每週日上午播出:41。翌年該節目改名為《週六廣角》（土曜ワイド　お茶の間11），節目時長從25分延長至55分:41。現在富山電視台在週六午間播出的自製資訊節目是2019年開始播出的《全力週六!》:82-83。

## 註释
1. ↑  「三冠」指全日（6:00-24:00）、黃金時間（19:00-22:00）、晚間時段（19:00-23:00）三個時段皆獲得收視率第一。

## 外部連結
- BBT WEB （页面存档备份，存于） - 富山電視台官方網站
- 【官方】BBT富山電視台的X（前Twitter）
- 富山電視台的Facebook專頁
- YouTube上的富山電視台官方頻道